# Famadihana
Famadihana es una tradición funeraria del grupo de los Merina en Madagascar. También conocido como el  regreso de la muerte, las personas traen los cuerpos de sus difuntos de las criptas familiares, envolviéndolos con mortajas nuevas para posteriormente iniciar una procesión con música en vivo y bailes con los cadáveres alrededor de las tumbas.
La tradición de la Famadihana parece ser de origen reciente, teniendo sus orígenes muy alrededor del siglo XVII, pudiendo ser una adaptación de la tradición del funeral doble presente al sureste de Asia. La costumbre está basada en la creencia de que los espíritus de los muertos se reúnen finalmente con el mundo de los antepasados después de la descomposición completa del cuerpo acompañada de ceremonias pertinentes, lo cual puede tomar muchos años.  En Madagascar este ritual tiene lugar normalmente una vez cada siete años, reuniendo a parientes lejanos en una celebración familiar.
La práctica de la Famadihana se ve cada vez menos practicada debido al gasto en las telas para las mortajas y a la creencia de algunos de los Malagasi de ser una práctica arcaica. Con la llegada de los primeros misioneros cristianos y la presencia de grupos Evangélicos Malagasis se ha desalentado la práctica de forma importante. La Iglesia católica, no obstante, no objeta a la práctica porque considera a la Famadihana una celebración cultural más que religiosa. De acuerdo con el testimonio dado a la BBC por una persona del grupo malagasi: 'es importante porque es nuestra manera de respetar a los muertos.  Es también una oportunidad que tienen familias enteras de todo el país para reunirse.